# Едвін Екірінг
Едвін Екірінг (англ. Edwin Ekiring; народився 22 грудня 1983) — угандійський бадмінтоніст.
Учасник Олімпійських ігор 2008 в одиночному розряді. У другому раунді поступився Park Seong-Hwan з Південної Кореї — 0:2 (5-21 8-21).
Переможець Mauritius International в одиночному розряді (2008). Учасник чемпіонатів Африки 2004, 2006.